# Брати розбійники
«Брати розбійники» (рос. «Братья разбойники»)  — поема російського поета  О. С. Пушкіна, написана ним у 1821-1822, після короткочасного перебування на засланні в Україні - у Катеринославі навесні 1821. За словами автора, заснована на реальних подіях. Як свідчить дослідник Борис Мейлах, автор розвідки "Декабристи і Пушкін", коли Пушкін був ще в Катеринославі, він зі своїм дядьком Микитою Козловим спостерігав за втечею бранців з місцевого острога.
Поема належить до числа так званих «південних поем» Пушкіна, куди входять також «Кавказький бранець», «Бахчисарайський фонтан» і «Цигани».

## Основні відомості
Твір був частиною задуманої Пушкіним поеми «Розбійники», знищеної письменником. 11 червня 1823 року він писав О. О. Бестужеву: «Розбійників я спалив — і заслужено. Один уривок уцілів у руках Миколи Раєвського…».
Під час свого перебування в Катеринославі Пушкін став свідком описаної в поемі втечі з-під варти двох розбійників, або, можливо, про подію поетові розповіли на обіді у віце-губернатора Вікентія Шеміота. Центральні епізоди поеми — доля двох братів (вони були позашлюбні сини катеринославського поміщика), в'язниця (пересильна в"язниця існувала в передмісті Катеринослава Мандриківці - саме у цьому селищі й жив поет), прагнення до звільнення і втеча з в'язниці. Обидва арештанти врятувалися з неволі, кинувшись в Дніпро. Сучасники сприймали образи поеми як символи політичної боротьби.
«Один сучасник, іноземець, очевидно, передаючи російські відгуки на поему "Брати розбійники", формулюючи розуміння її російськими читачами, писав: „Чи не є ця жива любов до незалежності, настільки яскрава печать якої властива поезії Пушкіна, тим, що приваблює читача співчутливою чарівністю. Пушкіна люблять всією силою любові, зверненої до свободи <...> Без сумніву, у вірші: "Мені нудно тут ... Я в ліс хочу", - вкладено глибоке політичне почуття. "" (Гуковский Г. А. Пушкин и русские романтики. М., 1965. С. 221—222)

## Екранізації
«Яскравим прикладом парадоксальної конкуренції в німому кіно служить чотириразове звернення до поеми Пушкіна „Брати-розбійники“. Перша екранізація з Іваном Мозжухіним у ролі одного з братів поставлена Василем Гончаровим ще 1911 року. І навіть не потрапила в прокат. Ймовірно, з цієї причини і збереглася до наших днів. Версія Володимира Кривцова вийшла 18 вересня 1912 року і швидко канула в Лету».